# Pierre Rapsat
Pierre Rapsat, nacido Pierre Raepsaet, (Ixelles, Bruselas, 28 de mayo de 1948 - Verviers, 20 de abril de 2002) fue un cantautor Belga que tuvo alcanzó éxito y la popularidad en su país natal y en otros países francófonos. Fuera de estos países es conocido por su participación en el Festival de la Canción de Eurovisión 1976.

## Primeros años
Rapsat nació en Ixelles en  Brussels. Su padre era flamenco y su madre era hija de exiliado asturianos. Cuando Rapsat tenía 10 años la familia se mudó a Verviers, que se convirtió en su hogar el resto de su vida. Comenzó a actuar en varios grupos antes de lanzarse en solitario en 1973. Su estilo musical era ecléptico, que va dese el rock a la chanson, pero tuvo poco éxito.

## Festival de Eurovisión
En 1976 Rapsat compuso la canción "Judy et Cie" ("Judy y Cía.") que fue elegida para representar a Bélgica en el Festival de la Canción de Eurovisión 1976, que tuvo lugar el 3 de abril en La Haya. Con una melodía inquietante y una letra melancólica, la canción escapaba del tópico eurovisivo de la época.  Terminó la noche en octava posición de un total de 18 participantes, a menudo es elegida por los eurofans (fanes de Eurovisión) como la mejor canción belga en la historia del Festival.

## Carrera posterior
El mayor éxito de Rapsat tras Eurovisión ocurrió en 1982 con el álbum Lâchez les fauves que vendió 30.000 copias en Bélgica francófona. Los álbumes Ligne claire (1984) y J'aime ça (1986) también se vendieron bien, y marcaron el primer éxito de Rapsat en el mercado francés. Continuó sacando discos con éxito de la crítica belga durante los años 90, aunque el éxito en Francia fue disminuyendo. No fue hasta el lanzamiento de Dazibao en 2001 que volvió a triunfar fuera de su país, consiguiendo el éxito en los países francófonos. Dazibao maró la vuelta de Rapsat al mercado francés y fue muy popular en  Suiza y Luxemburgo.

## Fallecimiento
En 2001 Rapsat fue diagnosticado de cáncer y tuvo que dejar las actuaciones para seguir un tratamiento de quimioterapia.  Finalmente apareció en un concierto en Ath el 1 de marzo de 2002. Rapsat moría en su casa de Verviers el 20 de abril de 2002, a los 53 años.

## Le plus grand Belge
En 2005 el canal belga de televisión RTBF emitió un programa llamado Le plus grand Belge (El más grande Belga) en el que los espectadores votaran por internet, o sms. Rapsat fue elegido en la posición 51.